# 그레그 와이스먼
그레그 와이스먼(영어: Greg Weisman, 1963년 9월 28일 ~ )은 미국의 애니메이션 프로듀서, 작가이다. 디즈니 산하에서 만든 《가고일즈》를 비롯 《스펙태큘러 스파이더맨》, 《영 저스티스》 등을 제작하여 평단과 대중의 호평을 이끌어냈다.

## 출연 작품
- 영 저스티스 (2010)
- 스펙타큘러 스파이더맨 (2008)
- 벤 10 (2005)
- 배트맨 - 2004년 시리즈 (2004)
- 일기당천 (2003)
- 바이오니클 - 빛의 가면 (2003)
- 스타쉽 트루퍼스 - 애니메이션 시리즈 (1999)
- 나즈카 (1998)
- 3x3 아이즈 (1991)